# Fritz Honegger
Fritz Honegger (* 25. Juli 1917 in Hauptwil; † 4. März 1999 in Zürich) war ein Schweizer Politiker (FDP) aus dem Kanton Zürich. Als Bundesrat war er Wirtschaftsminister und bekleidete einmal das Amt des Bundespräsidenten.

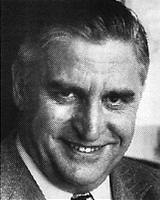
Fritz Honegger

## Leben
Er wurde am 7. Dezember 1977 bereits im ersten Wahlgang als Nachfolger von Ernst Brugger in den Bundesrat gewählt. Am 31. Dezember 1982 trat er zurück. Während seiner Amtszeit stand er dem Eidgenössischen Volkswirtschaftsdepartement vor. Er war Mitglied der Zofingia.
Er war Bundespräsident im Jahre 1982 und Vizepräsident im Jahre 1981. Nach seinem Rücktritt hatte er diverse Mandate in der Wirtschaft inne, zusätzlich zu einer Reihe von Ehrenämtern. Die Wirtschaftsmandate ermöglichten es ihm, auf das Ruhegehalt, das einem alt Bundesrat zustehen würde, zu verzichten.
Er stammte aus Fischenthal. Sein Sohn Eric Honegger wurde auch Politiker. 

## Wahlergebnisse in der Bundesversammlung
- 1977: Wahl in den Bundesrat mit 173 Stimmen (absolutes Mehr: 105 Stimmen)
- 1979: Wiederwahl als Bundesrat mit 198 Stimmen (absolutes Mehr: 110 Stimmen)
- 1980: Wahl zum Vizepräsidenten des Bundesrates mit 203 Stimmen (absolutes Mehr: 106 Stimmen)
- 1981: Wahl zum Bundespräsidenten mit 210 Stimmen (absolutes Mehr: 109 Stimmen)